# 杜根
杜根（?—?），字伯堅，東漢潁川定陵杜庄村人（定陵县在今河南省舞陽縣北、襄城县东南，杜庄村今属襄城县丁营乡）。杜安之子。曾對抗鄧太后，險送命，後拜濟陰（今日山東定陶一帶）太守。有孫杜袭，於《三国志·魏志二十三》有传。

## 生平
杜根少有志節，為人方正誠實，汉安帝初年舉孝廉，為郎中。
永初元年（107年），鄧太后臨朝，外戚專權。杜根上書認為安帝年已長，應該親政。鄧太后大怒，命武士將之裝入布袋，在殿上击杀之。
执法者感其義，不忍殺之，私語行刑人輕打，杜根得以求生，鄧太后又命人檢查屍體，然三日後，杜根眼睛生出蛆，因而矇騙過去，之後他逃入宜城山中，在酒肆當一名酒保，前後隱居十五年。
及至鄧太后死，安帝親政，鄧氏一族覆滅，“乃得徵詣公车”，拜侍御史。汉顺帝時，詔命為濟陰太守，“去官還家，年七十八卒。”
皮日休有《酒壚》詩：“倘得作杜根，傭保何足愧？”譚嗣同《獄中題壁》詩：“望門投止思張儉，忍死須臾待杜根。”

## 延伸阅读
[在维基数据编辑]
 《後漢書/卷57》，出自范晔《後漢書》
 《東觀漢記》